# Day of Reckoning (film 2016)
Day of Reckoning é un film per la televisione statunitense del 2016 diretto da Joel Novoa.

## Trama
Quindici anni prima, alcune creature degli inferi infestano la Terra per eliminare l'umanità, e viene soprannominato "Il giorno del giudizio dai sopravvissuti all'olocausto infernale" e alcuni guerrieri dell'umanità tentano di salvare l'umanità.